# بیور (یوتا)
بیور (به انگلیسی: Beaver) شهری در ایالت یوتا کشور ایالات متحده آمریکا است که جمعیت آن در سرشماری سال ۲۰۱۰ میلادی، ۳٬۱۱۲ نفر بوده‌است.